# Liceum Francuskie w Warszawie
Liceum Francuskie w Warszawie, Liceum Francuskie im. René Goscinnego w Warszawie, Liceum Ambasady Francuskiej (Lycée français de Varsovie, Lycée international français de Varsovie René-Goscinny, Lycée René-Goscinny) – liceum ogólnokształcące znajdujące się w Warszawie.

## Opis
Liceum nosi imię René Goscinnego (1926–1977), francuskiego twórcy komiksów, polskiego pochodzenia. Jest francuską placówką oświatową, posiadającą akredytację Ministerstwa Edukacji Narodowej Francji i częścią sieci szkół Agencji ds. Szkolnictwa Francuskiego za Granicą (Agence pour l'enseignement français à l'étranger – AEFE), stosującą oficjalny system edukacji obowiązujący we Francji. W liceum uczy się około 780 uczniów 43 narodowości; ponad 38 % stanowią Francuzi. Zarządzana jest przez lokalne stowarzyszenie rodziców oraz korzysta ze wsparcia ambasady Francji.
- przedszkole i szkoła podstawowa (Ecole maternelle et élémentaire), ul. Konstancińska 13
- gimnazjum i liceum (Collège, lycée), ul. Walecznych 4/6

## Historia i siedziba
Pierwsza francuska szkoła średnia w Warszawie funkcjonowała w latach 1919–1939 pod nazwą Liceum Francuskiego w budynku z ok. 1910 przy ul. Polnej 46a, zajmowanym obecnie przez szereg placówek MEN i PAN. Po reaktywowaniu szkoły w 1954 kolejno mieściła się – w willi Leopolda Starzewskiego z 1933 (proj. Juliana Ambroziewicza) przy ul. Królowej Aldony 13 (1954–1971), następnie w budynku Ambasady Francji przy ul. Pięknej 1 (1971–1987), obecnie przy ul. Walecznych 4-6 (od 1987) i obiekcie, który wcześniej zajmowała Szkoła Ambasady USA przy ul. Konstancińskiej 13 (od 2001).